# Ambulance (film)
Ambulance är en amerikansk action-thrillerfilm från 2022. Filmen är regisserad av Michael Bay, med manus skrivet av Chris Fedak. Den är baserad på den danska filmen Ambulancen från 2005.
Filmen hade biopremiär i Sverige den 25 mars 2022, utgiven av Universal Pictures.

## Rollista (i urval)
- Jake Gyllenhaal – Danny Sharp
- Yahya Abdul-Mateen II – William Sharp
- Eiza González – EMT Cam Thompson
- Garret Dillahunt – Captain Monroe
- Keir O'Donnell – FBI Agent Anson Clark
- Moses Ingram – Amy Sharp
- Colin Woodell – EMT Scott
- Jesse Garcia – Roberto
- Wale Folarin – Castro
- Victor Gojcaj – Victor